# Administrativna podjela Malte
Republika Malta zbog svoje veličine, ima jednostupanjsku podjelu države na općine, (mal.: kunsilli lokali). Ukupno postoji 68 općina, 54 na otoku Malta i 14 na otoku Gozo. Od toga 11 općina su gradovi, zasnovano na povijesnom značaju, a ne na veličini naselja i općine. Pored općina službeno postoje i okruzi i regije, ali su oni uvedeni samo za potrebe statistika i nemaju značaja na razini samouprave.

## Općine na Malti
- Il-Kunsill Lokali ta' Ħ'Attard
- Il-Kunsill Lokali ta' Ħal Balzan
- Il-Kunsill Lokali tal-Birgu (Città Vittoriosa)
- Il-Kunsill Lokali ta' Birkirkara
- Il-Kunsill Lokali ta' Birżebbuġa
- Il-Kunsill Lokali ta' Bormla (Città Cospicua)
- Il-Kunsill Lokali ta' Ħad-Dingli
- Il-Kunsill Lokali tal-Fgura
- Il-Kunsill Lokali tal-Furjana
- Il-Kunsill Lokali tal-Fontana (It-Triq tal-Għajn)
- Il-Kunsill Lokali t'Għajnsielem
- Il-Kunsill Lokali tal-Għarb
- Il-Kunsill Lokali ta' Ħal Għargħur
- Il-Kunsill Lokali tal-Għasri
- Il-Kunsill Lokali ta' Ħal Għaxaq
- Il-Kunsill Lokali tal-Gudja
- Il-Kunsill Lokali tal-Gżira
- Il-Kunsill Lokali tal-Ħamrun
- Il-Kunsill Lokali tal-Iklin
- Il-Kunsill Lokali tal-Isla (Città Senglea)
- Il-Kunsill Lokali tal-Kalkara
- Il-Kunsill Lokali Ta' Kerċem
- Il-Kunsill Lokali ta' Ħal Kirkop
- Il-Kunsill Lokali ta' Ħal Lija
- Il-Kunsill Lokali ta' Ħal Luqa
- Il-Kunsill Lokali tal-Marsa
- Il-Kunsill Lokali ta' Marsaskala (Wied il-Għajn)
- Il-Kunsill Lokali ta' Marsaxlokk
- Il-Kunsill Lokali tal-Imdina (Città Notabile)
- Il-Kunsill Lokali tal-Mellieħa
- Il-Kunsill Lokali tal-Imġarr
- Il-Kunsill Lokali tal-Mosta
- Il-Kunsill Lokali tal-Imqabba
- Il-Kunsill Lokali tal-Imsida
- Il-Kunsill Lokali tal-Imtarfa
- Il-Kunsill Lokali tal-Munxar
- Il-Kunsill Lokali tan-Nadur
- Il-Kunsill Lokali tan-Naxxar
- Il-Kunsill Lokali ta' Raħal Ġdid
- Il-Kunsill Lokali ta' Pembroke
- Il-Kunsill Lokali Tal-Pietà
- Il-Kunsill Lokali tal-Qala
- Il-Kunsill Lokali ta' Ħal Qormi (Città Pinto)
- Il-Kunsill Lokali tal-Qrendi
- Il-Kunsill Lokali tar-Rabat
- Il-Kunsill Lokali tar-Rabat, Għawdex (Città Victoria)
- Il-Kunsill Lokali ta' Ħal Safi
- Il-Kunsill Lokali ta' San Ġiljan
- Il-Kunsill Lokali ta' San Ġwann
- Il-Kunsill Lokali ta' San Lawrenz
- Il-Kunsill Lokali ta' San Pawl il-Baħar
- Il-Kunsill Lokali Ta' Sannat
- Il-Kunsill Lokali ta' Santa Luċija
- Il-Kunsill Lokali ta' Santa Venera
- Il-Kunsill Lokali tas-Siġġiewi (Città Ferdinand)
- Il-Kunsill Lokali ta' Tas-Sliema
- Il-Kunsill Lokali tas-Swieqi
- Il-Kunsill Lokali ta' Ħal Tarxien
- Il-Kunsill Lokali tal-Belt Valletta (Città Umillisima)
- Il-Kunsill Lokali ta' Ta' Xbiex
- Il-Kunsill Lokali tax-Xagħra
- Il-Kunsill Lokali tax-Xewkija
- Il-Kunsill Lokali tax-Xgħajra
- Il-Kunsill Lokali ta' Ħaż-Żabbar (Città Hompesch)
- Il-Kunsill Lokali ta' Ħaż-Żebbuġ (Città Rohan)
- Il-Kunsill Lokali taż-Żebbuġ, Għawdex
- Il-Kunsill Lokali taż-Żejtun (Città Beland)
- Il-Kunsill Lokali taż-Żurrieq